# ماتیو شالم
ماتیو شالم (انگلیسی: Matthieu Chalmé؛ زادهٔ ۷ اکتبر ۱۹۸۰) بازیکن فوتبال اهل فرانسه است.
از باشگاه‌هایی که در آن بازی کرده‌است می‌توان به باشگاه فوتبال لیل، باشگاه فوتبال بوردو، و باشگاه فوتبال آژاکسیو اشاره کرد.